# Rita Silva
Rita Silva, nome d'arte di Rita Pistolozzi (Pisa, 31 marzo 1953), è un'attrice italiana.

## Biografia
È una attrice professionista dal 1975, ha recitato in televisione e al cinema. Il suo esordio cinematografico avviene nei film La sanguisuga conduce la danza e Divina creatura. Nel 1980 è stata la protagonista del film Sensi caldi di Arduino Sacco. Il 29 settembre 1994, Rita Silva a causa di un provino andato male, tentò il suicidio gettandosi dal secondo piano di un albergo di Firenze.
Nel 1997 è stata la protagonista del film Quel maledetto tramonto diretto dal regista Carmine Attilio Aurilia.
Nel 1999 interpreta il suo ultimo ruolo nel lungometraggio La prima volta.

## Filmografia

### Cinema
- La sanguisuga conduce la danza, regia di Alfredo Rizzo (1975)
- Divina creatura, regia di Giuseppe Patroni Griffi (1975)
- Il letto in piazza, regia di Bruno Gaburro (1976)
- Nove ospiti per un delitto, regia di Ferdinando Baldi (1977)
- Destinazione Roma, regia di Fred Williamson (1977)
- Tutto suo padre, regia di Maurizio Lucidi (1978)
- Dove vai in vacanza?, segmento Si, buana regia di Luciano Salce (1978)
- Sensi caldi, regia di Arduino Sacco (1980)
- Lo squartatore di New York, regia di Lucio Fulci (1982)
- Gunan il guerriero, regia di Franco Prosperi (1982)
- Perverse oltre le sbarre, regia di Gianni Siragusa (1984)
- Detenute violente, regia di Gianni Siragusa (1984)
- Sogni erotici di Cleopatra, regia di Rino Di Silvestro (1985)
- Senza vergogna, regia di Gianni Siragusa (1986)
- The Messenger, regia di Fred Williamson (1986)
- Flavia Schiava di Roma Regina d'amore, regia di Lorenzo Onorati (1987)
- Personaggi e interpreti, regia di Heinz Bütler (1987)
- Quel maledetto tramonto, regia di Carmine Attilio Aurilia (1997)
- La prima volta, regia di Massimo Martella (1999)

### Televisione
- Il balordo, regia di Pino Passalacqua – miniserie TV (1978)
- Accadde ad Ankara, regia di Mario Landi –  miniserie TV (1979)
- L'assassino ha le ore contate, regia di Fernando Di Leo – miniserie TV (1981)